# Дьорд Сонди
Дьорд Сонди (на унгарски: Szondi György) е унгарски българист, преводач. Доктор на филологическите науки.

## Биография
Роден е на 15 март 1946 г. във Феферниц, Австрия. Завършва унгарска и българска филология в Будапеща. От 1975 г. работи в Националната библиотека за чужди езици, където е главен съветник. През 1975-1979 г. е лектор по унгарски език в Софийския държавен университет, там е гост-доцент в специалността „Унгарска филология“ през 1980-1981 г. и през 2004-2009 г.
От 1991 г. е член на редколегията на културно-общественото двуезично списание „Хемус“, Будапеща. Директор на Унгарския културен институт и съветник при Посолството на Република Унгария в София (1999-2004).
През периода 1980-1990 г. е отговорен редактор за българска литература в Издателство „Европа“ в Будапеща. От 1995 г. е главен редактор на списание „Полис“, от 1999 г. – главен редактор на месечното списание за литература „Напут“, през 2003 г. основава издателство „Напкут“.
През 2016 г. издателство „Напкут“ продължава дейността си начело със сина му, а през 2021 г. списание „Напут“ преминава изцяло онлайн.
Превел е над 11 000 страници проза, 17 000 стиха от българската литература (над 400 автора) – „Записки по българските въстания“ от Захари Стоянов, „Бай Ганьо“ от Алеко Константинов, възрожденска проза от Паисий до Ботев, „Антихрист“ на Емилиян Станев, „Диви разкази“ на Николай Хайтов, стихосбирки от Блага Димитрова, Биньо Иванов, Николай Кънчев, Екатерина Йосифова.
Автор е на повече от 200 статии (предговори, интервюта, изследвания, рецензии) на български и унгарски. Автор на учебник „Български език за говорещи унгарски“ и на унгарско-български разговорник, както и на две стихосбирки на български и една на унгарски език – „Припада диагоналът“, „За ек вам“ (1996) и една на унгарски език.

## Награди
- Доктор хонорис кауза на Великотърновския университет (2001)[3].
- Национална награда за художествен превод „Стоян Бакърджиев“ (2004)[4]
- Доктор хонорис кауза на Нов български университет (2021)[5][6].